# Військовий почесний знак в залізі
Військовий почесний знак в залізі (нім. Krieger-Ehrenzeichen in Eisen) — нагорода Великого герцогства Гессен, заснована великим герцогом Ернстом Людвігом Гессенським 13 березня 1917 року з нагоди 25-річчя його правління.

## Опис
Знак мав форму круглого лаврового вінка, в нижній частині якого — щиток з числом 25, у верхній — герцогська корона. В центрі знака — монограма EL.
Знак виготовляли з різноманітних матеріалів, почорнене залізо, томпак, цинк, срібло, посріблене залізо або кольорова мідь.

## Умови нагородження
Знак вручали лише солдатам-уродженцям Гессену. Для отримання знаку необхідно було одержати Залізний хрест і гессенську медаль «За відвагу», а також одержати поранення на полі бою. Через останню умову відзнака отримала прізвисько Кривавий Людвіг (нім. Blutiger Ludwig).

## Відомі нагороджені
- Юліус Буклер
- Максиміліан фон Герфф

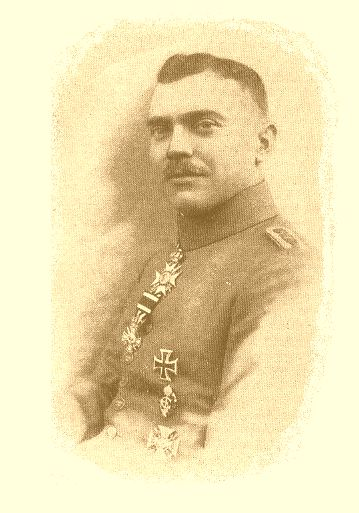
Принц Фердинанд цу Зольмс-Гогензольмс-Ліх. На лівому боці грудей, під Залізним хрестом 1-го класу — почесний знак в залізі.

- Принц Фердинанд цу Зольмс-Гогензольмс-Ліх